# Régiment de chasseurs de Loewenstein
Pour les articles homonymes, voir Régiment de Löwenstein.
Le régiment de chasseurs de Loewenstein fut un corps d'infanterie constitué par l'armée des émigrés, sous la Révolution française.

## Histoire
En 1794, le feld-maréchal-lieutenant impérial, Dominique-Constantin de Löwenstein-Wertheim-Rochefort , qui avait servi avant la Révolution comme maréchal de camp dans un régiment allemand au service de l'Ancien Régime, lève pour le service des États de Hollande un corps de chasseurs à pied ou Jäger.
La capitulation est signée le 19 mai 1794, le régiment se forme à Wertheim sur le Neckar, capitale d'un comté souverain, le commandement est confié au colonel comte du Gaillard d'Heillimer la majorité des officiers nommés sont des émigrés français.
D'après le baron de Louishendal, les sous-officiers sont tirés de l'ancien bataillon de grenadiers du prince de Löwenstein, « tous les soldats fournis par le bataillon du prince étaient pour la parade et le brillant de petite cour; c'étaient de fort beaux hommes, bien dressés, bien propres et bien habillés, qui désertèrent presque tous lorsqu'ils entendirent tirer des coups de canons...  » le reste du corps est composé de; «  chasseurs et braconniers du pays, de déserteurs; prussiens, russes de l'armée de Condé et du reste de l'Allemagne, enfin dans un moment de presse pour compléter entièrement le corps, on y agréa des Français déserteurs, et on en engagea même dans les prisons ».
Le corps est porté sur un état de dislocation de l'armée hollandaise daté du 4 septembre 1794; « Chasseurs de  Löwenstein, à Maestricht, au service des Provinces-Unies depuis le mois d'août 1794, cinq compagnies, 309 officiers et soldats »
Pendant la campagne de Hollande, en décembre 1794, le corps de chasseurs de Löwenstein participent avec 2 bataillons hollandais à la défense de l'îe de Bommel et la capture du fort Saint-André. Après la retraite de Hollande le corps se retire sur Hanovre puis Winsen sur l'Aller.
En janvier 1795, le corps est pris à la solde britannique avec d'autres corps d'émigrés français au service hollandais, tels que Béon, Damas et Wittgenstein, une capitulation est signée à Celle en Hanovre en avril 1795, pour le transfert du corps de Löwenstein-chasseurs du service hollandais au service britannique. L'effectif total est de 59 officiers, 65 sergents, 26 tambours et 1.210 hommes.
En mai 1795, le régiment doit être envoyé à Saint-Domingue, en novembre il quitte Stade puis embarque pour Portsmouth. Le 11 octobre le transport "les Deux Sœurs" avec à son bord 150 hommes du corps ainsi que le major d'Heillimer fait naufrage devant Calais, (Voir article: Claude-Antoine-Gabriel de Choiseul) les hommes sont sauvés et, étant étrangers ou se faisant passer comme tels sont renvoyés à Douvres sur la demande du gouvernement anglais.
En février 1796, 67 officiers et 996 hommes arrivent finalement à la Barbade, le corps participe à la reconquête anglaise de l'île de Sainte-Lucie perdu en 1795. Après les combats, le général Abercromby fait l'éloge du régiment  « s'étant bien comporté et faisant son service avec fermeté et régularité ». À l'ile de la Grenade, le premier bataillon de Loewenstein combat la révolte du chef mulâtre Fédou qui s'était emparé de la ville de Gouyave, puis l'île de Saint-Vincent est reprise en juin.
À la Martinique, au mois d'août, le régiment livre de nombreux combats contre la révolte des esclaves marrons soutenus par les Français, et subit  de fortes pertes. En février 1797, le régiment participe à la prise de la Trinité espagnole et en avril à l'expédition de San-Juan de Porto-Rico.
Le 25 décembre 1797, le régiment est licencié à Saint-Pierre, par Adolphus Hinuber, inspecteur général des troupes étrangères servant aux îles du Vent, dites îles Caraibes. Le régiment est par la suite incorporé dans un bataillon du 60 th Foot (Royal American).

## Sources
- Robert Grouvel (vicomte), Chasseurs de Loewenstein, 1794-1797, Les corps de troupe de l’émigration, 3 volumes, La Sabretache, Paris, 1961-1965.